# ExxonMobil
La Exxon Mobil Corporation, o anche in forma abbreviata ExxonMobil, è una compagnia petrolifera statunitense; il gruppo riveste un'importanza mondiale ed opera su alcuni mercati con i marchi Esso e Mobil. È il risultato della fusione tra Exxon e Mobil, effettuata il 30 novembre 1999.
Nel 2005 ha avuto profitti per 36,13 miliardi di dollari (un primato per una società quotata), poco meno del Prodotto interno lordo dell'Azerbaigian, mentre il suo fatturato superava per 30,5 miliardi di dollari il PIL dell'Arabia Saudita. Il suo quartier generale è ad Irving, un sobborgo di Dallas. La fusione tra Exxon e Mobil assume un significato particolare nella storia americana, perché ha riunito due delle principali compagnie (la Standard Oil Company of New Jersey, progenitrice della Exxon e la Standard Oil Company of New York, da cui è nata la Mobil) che formavano il trust Standard Oil di John Davison Rockefeller.
Grazie alle suddette fusioni aziendali, la ExxonMobil è, riguardo a fatturato, profitti e capitalizzazione di borsa, il secondo più grande ente privato al mondo, dopo la Shell, superando le restanti big four del mercato petrolifero mondiale: BP e TotalEnergies.

## Storia
Sia Exxon che Mobil discendono dall'antica compagnia di John Davison Rockefeller, la Standard Oil. Nel 1911, dopo una sentenza della Corte Suprema degli Stati Uniti, lo Standard Oil Trust fu diviso in 34 società. Due di queste erano la "Standard Oil of New Jersey" (detta "Jersey Standard"), che successivamente divenne Exxon, e la "Socony" ("Standard Oil Company of New York"), che successivamente divenne Mobil.
Nello stesso anno, la produzione nazionale di cherosene fu sorpassata per la prima volta da quella di benzina. Il mercato automobilistico in crescita fece nascere il marchio commerciale Mobiloil, registrato nel 1920.
Per tutto il decennio successivo entrambe le compagnie crebbero significativamente. Jersey Standard acquisì il 50% di
Humble Oil & Refining Co., produttore di petrolio texano. Socony comprò una quota del 45% della Magnolia Petroleum Co., una ditta di raffinamento e distribuzione di petrolio. Nel 1931, Socony si fuse con la Vacuum Oil Co., un pioniere industriale del settore dal 1866.
Nella regione dell'Asia orientale, Jersey Standard possedeva pozzi e raffinerie in Indonesia ma nessuna rete commerciale di vendita. Socony-Vacuum aveva invece un mercato in Asia supportato da impianti in California. Nel 1933, Jersey Standard e Socony-Vacuum unirono i loro interessi nella regione con una joint venture paritaria. Standard-Vacuum Oil Co., o "Stanvac," operava in 50 paesi, dall'Africa orientale alla Nuova Zelanda, prima di essere sciolta nel 1962.
La Socony cambiò definitivamente nome in Mobil Oil Corporation nel 1966, mentre Jersey Standard cambiò il suo nome in Exxon Corporation nel 1972 e scelse Exxon come marchio in tutti gli Stati Uniti. In altre parti del mondo, ExxonMobil continua ancora oggi ad usare il marchio Esso.

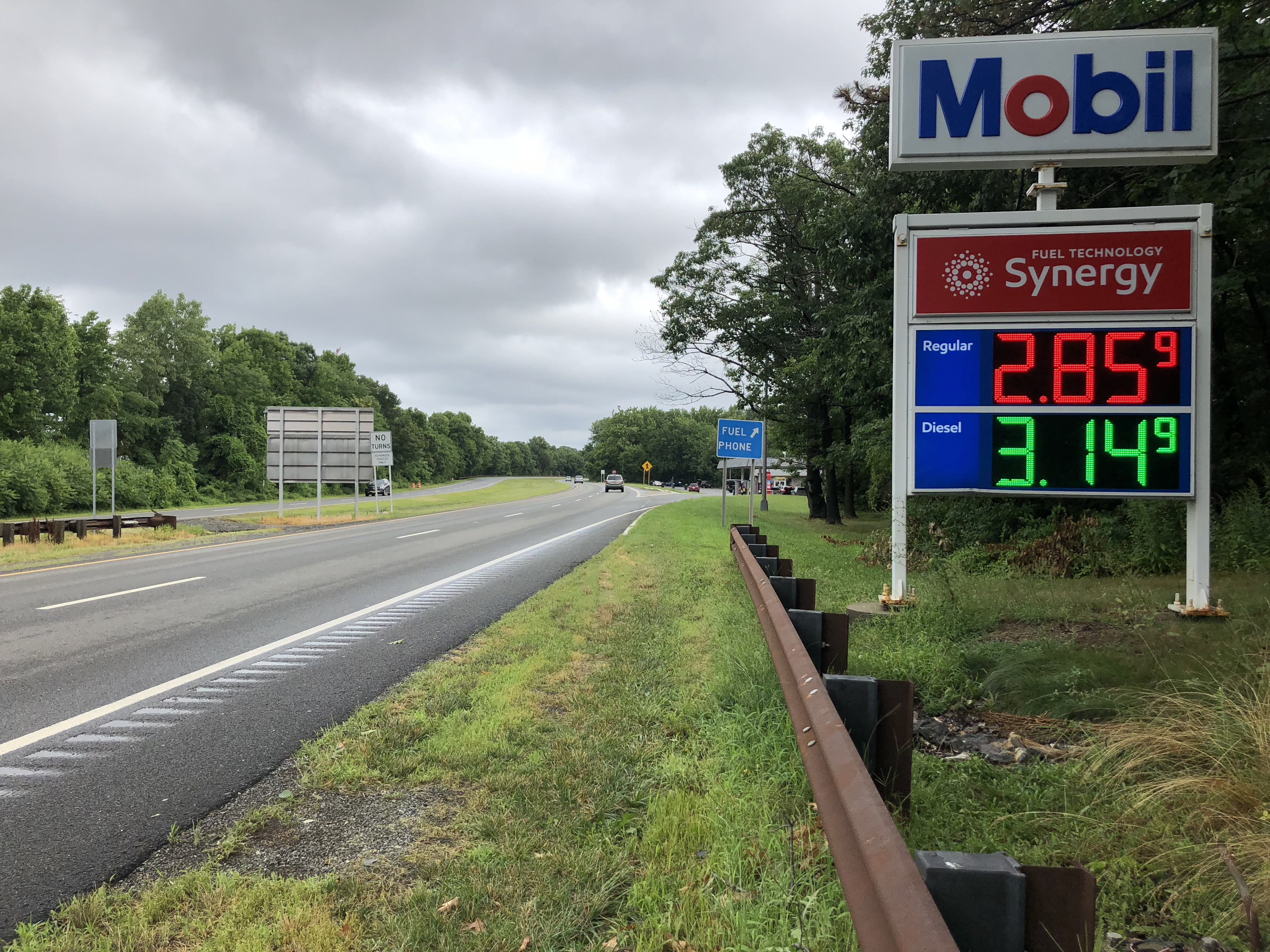
Tabellone dei prezzi di una stazione a marchio Mobil

Exxon Chemical Company divenne una organizzazione di importanza globale nel 1965 e nel 1999 era uno dei maggiori produttori e venditori di alcheni, composti aromatici, polietilene e polipropilene, oltre che di prodotti particolari come elastomeri, plastificanti, solventi, alcoli e resine adesive. Era anche leader nella tecnologia dei catalizzatori metalloceni per la produzione di polimeri unici ad alte prestazioni. Analoghe posizioni di leadership erano detenute dalla Mobil. 
Nel 1998, Exxon e Mobil hanno firmato un accordo di 73,7 miliardi di dollari per unirsi e formare una nuova compagnia chiamata Exxon Mobil Corporation, il maggiore gruppo del mondo. Dopo l'approvazione degli azionisti e degli enti regolatori la fusione è stata completata il 30 novembre 1999 e l'accordo è stato annunciato il giorno successivo.; il nuovo gruppo continua ad utilizzare entrambi i marchi per la vendita dei suoi prodotti e per le stazioni di servizio.
Nel 2000, ExxonMobil ha venduto Benicia, raffineria californiana e 340 stazioni col marchi Exxon alla Valero Energy Corporation, come parte di una sentenza di scorporo della FTC sugli impianti in California. ExxonMobil continua a rifornire con prodotti petroliferi più di 700 rivenditori con marchio Mobil nello Stato.
Nel 2005, il prezzo delle sue azioni è cresciuto in parallelo con il prezzo del petrolio, superando General Electric nella classifica delle aziende di maggiore capitalizzazione nel mondo. Alla fine del 2005 ExxonMobil ha annunciato profitti record (36 miliardi di dollari di profitto annuale, più 42% rispetto all'anno precedente). La compagnia e l'American Petroleum Institute, il gruppo di lobby delle industrie petrolifere e chimiche americane, comunque hanno cercato di minimizzare questo successo per evitare critiche dai consumatori, mettendo grandi annunci sui maggiori quotidiani americani (The New York Times, The Washington Post e altri) confrontando i profitti dell'industria petrolifera con quelli dell'industria farmaceutica e delle banche.
In Italia, la rete di stazioni di servizio locale gestita dalla Esso italiana viene ceduta nel 2017 al gruppo indiano dei fratelli Issa. Nel 2018 viene inoltre annunciata la vendita della raffineria di Augusta all'azienda di stato algerina Sonatrach, segnando un progressivo disimpegno di ExxonMobill nel paese.

## Controversie
Le attività di ExxonMobil nella regione di Aceh in Indonesia, dove la compagnia estrae ed esporta gas naturale, hanno attratto l'attenzione. Nel giugno 2001, ExxonMobil è diventata obiettivo di una causa istituita dal tribunale federale del distretto di Washington per illecito civile in zone estere. La causa riguarda reati che violano i diritti umani (tortura, omicidio e stupro), in cui la ditta è implicata, fornendo supporto materiale alle forze militari indonesiane, di guardia agli impianti della compagnia, che avrebbero commesso questi reati appunto ad Aceh. La ditta nega le accuse e ha depositato una mozione che rigetta la causa, pendente nel 2005. Il Dipartimento di Stato USA ha depositato un parere sul caso nel luglio 2002, richiedendo che la causa, ordinata dall'ente International Labor Rights Fund, sia rigettata per motivi di sicurezza nazionale.
ExxonMobil controlla concessioni sull'estrazione del petrolio per 44500 km² al largo della costa dell'Angola da cui si dovrebbero estrarre secondo le stime 7,5 miliardi di barili (1,2 km³) di greggio. Sono state sollevate alcune richieste di chiarimento circa la modalità con cui sono state ottenute: Forbes riporta che "ExxonMobil ha consegnato
centinaia di milioni di dollari al regime corrotto del presidente José Eduardo dos Santos alla fine degli anni Novanta".

Nel 2003, l'ente americano Office of Foreign Assets Control riportò che ExxonMobil ha iniziato un commercio illegale con il Sudan e insieme a dozzine di altre compagnie ha dovuto risarcire il governo USA.
ExxonMobil è considerata da molti ambientalisti un esempio di totale irresponsabilità e inosservanza verso il rispetto dell'ambiente, fra i gruppi commerciali statunitensi. La compagnia è stata oggetto di numerose campagne politiche, tra cui la
campagna di boicottaggio Stop Esso, tenuta da Greenpeace, Friends of the Earth e People and Planet. Queste
organizzazioni solitamente usano la scritta "E$$O", per mostrare la loro convinzione che la compagnia sia solo interessata in
profitti a breve termine e voglia usare il proprio peso finanziario per "comprare" influenza.
Un nuovo movimento ambientalista, Exxpose Exxon, accusa ExxonMobil di contribuire al riscaldamento globale e di non aver ancora indennizzato i nativi americani colpiti dal disastro della Exxon Valdez. Diversamente da compagnie petrolifere, ExxonMobil ha attivamente combattuto il protocollo di Kyoto e contestato le teorie scientifiche sui cambiamenti climatici globali. Greenpeace ha condotto una campagna contro Esso per molti anni, a causa delle presunte colpe della compagnia circa il problema dei cambiamenti climatici. Greenpeace afferma che ExxonMobil ha chiaramente rifiutato di ammettere che i combustibili fossili abbiano effetti negativi sull'ambiente o sulle variazioni climatiche complessive, malgrado la maggior parte degli scienziati ne sia convinta.
ExxonMobil è stata anche impegnata nella richiesta, ancora senza successo, di rilasciare permessi per la perforazione per l'estrazione di petrolio nell'Arctic National Wildlife Refuge, il che, secondo gli ambientalisti, danneggerebbe il fragile ecosistema della regione.
ExxonMobil ha ricevuto un giudizio del "14%" in Corporate Equality Index dalla Human Rights Campaign nel 2004. La compagnia aveva perso precedentemente punti perché dopo la fusione non aveva adottato alcune delle politiche aziendali LGBT-friendly già in uso in Mobil.
Le attività di finanziamento dei "negazionisti del clima" da parte di ExxonMobil sono l'oggetto di un recente voluminoso libro di Steve Coll intitolato "Private Empire" recensito dal New York Times.
Nel giugno 2011 la Exxon è stata condannata a risarcire con 1,5 miliardi di dollari i cittadini di Jacksonville (Maryland - Usa) per aver inquinato nel 2006 le falde acquifere di quella città a seguito di uno sversamento di 100.000 litri di benzina; la decisione venne tuttavia annullata nel 2013 dopo il ricorso della compagnia.
Nel 2018 presso una sede di stoccaggio di metano nell'Ohio è avvenuta una grossa perdita di gas, superiore alle emissioni di metano dell'intera industria petrolifera e del gas di molti paesi industrializzati, quantificata in circa un quarto del riscaldamento globale causato dai gas ad effetto serra del 2019. ExxonMobil, inizialmente, ha minimizzato l'ampiezza dell'evento, ma i rilievi satellitari hanno constatato una fuoriuscita di gas in atmosfera, protrattasi per circa un mese, di decine di tonnellate ogni ora.
I risultati di una ricerca del 2019 sostengono che ExxonMobil, con emissioni di 41,90 miliardi di tonnellate di CO2 equivalente dal 1965, è stata la società con le quarte emissioni più elevate al mondo durante quel periodo.

## Direzione della compagnia
L'attuale presidente del consiglio di amministrazione e CEO della ExxonMobil Corporation è Darren W. Woods, che ha raggiunto la posizione il 1º febbraio 2017, dopo la nomina ufficiale di Rex Tillerson a Segretario di Stato degli Stati Uniti.